# Castelo de Vianden
O Castelo de Vianden está localizado em Vianden, uma das comunas de Luxemburgo.

## História
O castelo foi construído entre os séculos XI e XIV, tornando-se propriedade dos condes de Vianden. Foi ampliado até o século XVIII, mas, com a departura dos condes de Luxemburgo para os Países Baixos, combinada com os efeitos de um incêndio e terremoto, acabou deteriorando-se.
A última desgraça veio em 1820, quando o rei Guilherme I dos Países Baixos (e também grão-duque de Luxemburgo) vendeu-o para um comerciante local, que, por sua vez, vendeu pouco a pouco a alvenaria e conteúdos do castelo, reduzindo-o a ruínas. Houve muitas tentativas de restauração, mas foram impedidas por problemas de posse.
Victor Hugo viveu no castelo por três meses no ano de 1871. Somente em 1977, quando o grão-duque João doou o castelo ao Estado, pôde-se realizar um trabalho de larga escala, do qual a maior parte está completa.

## Interiores

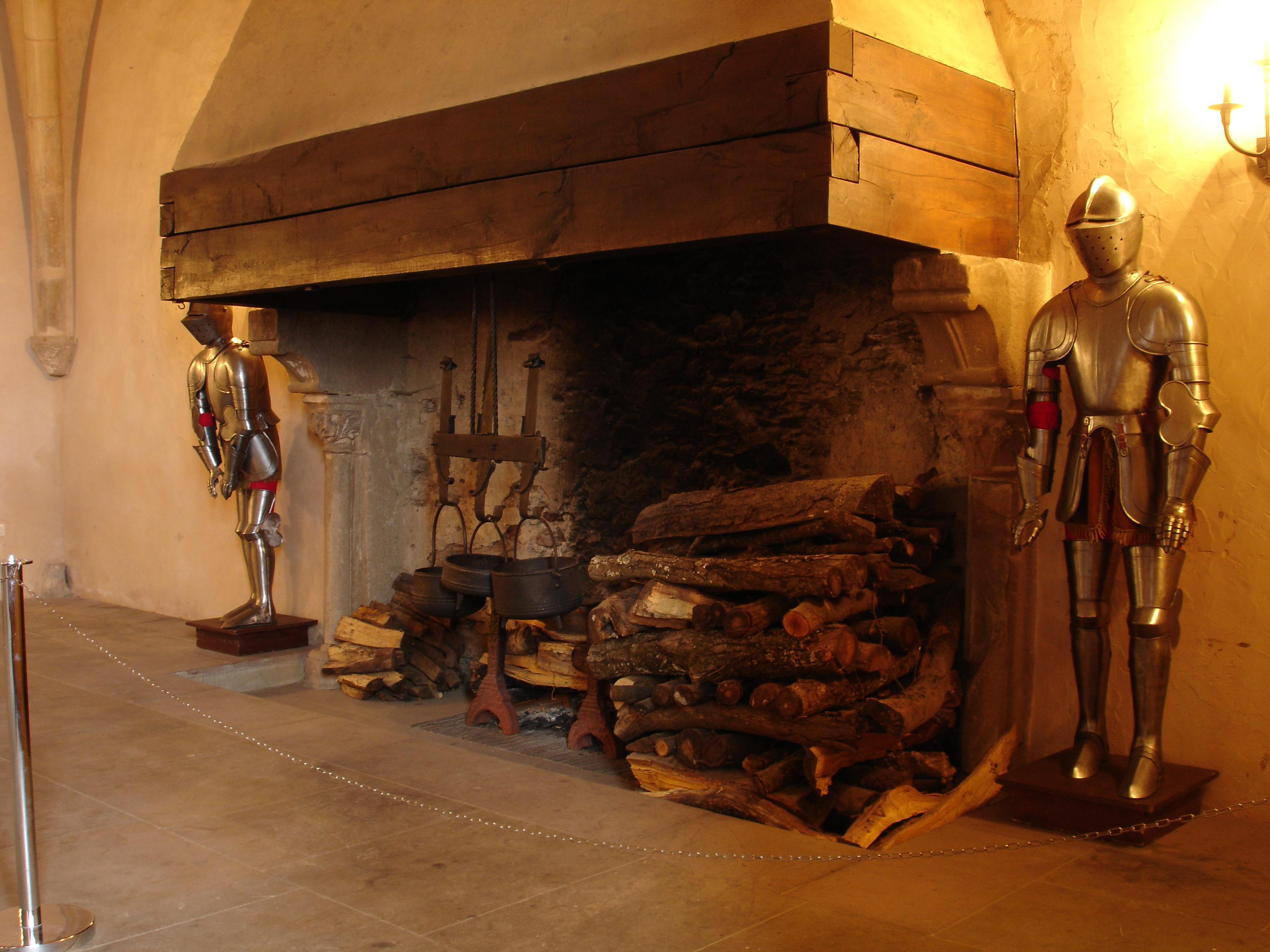
Lareira e armaduras
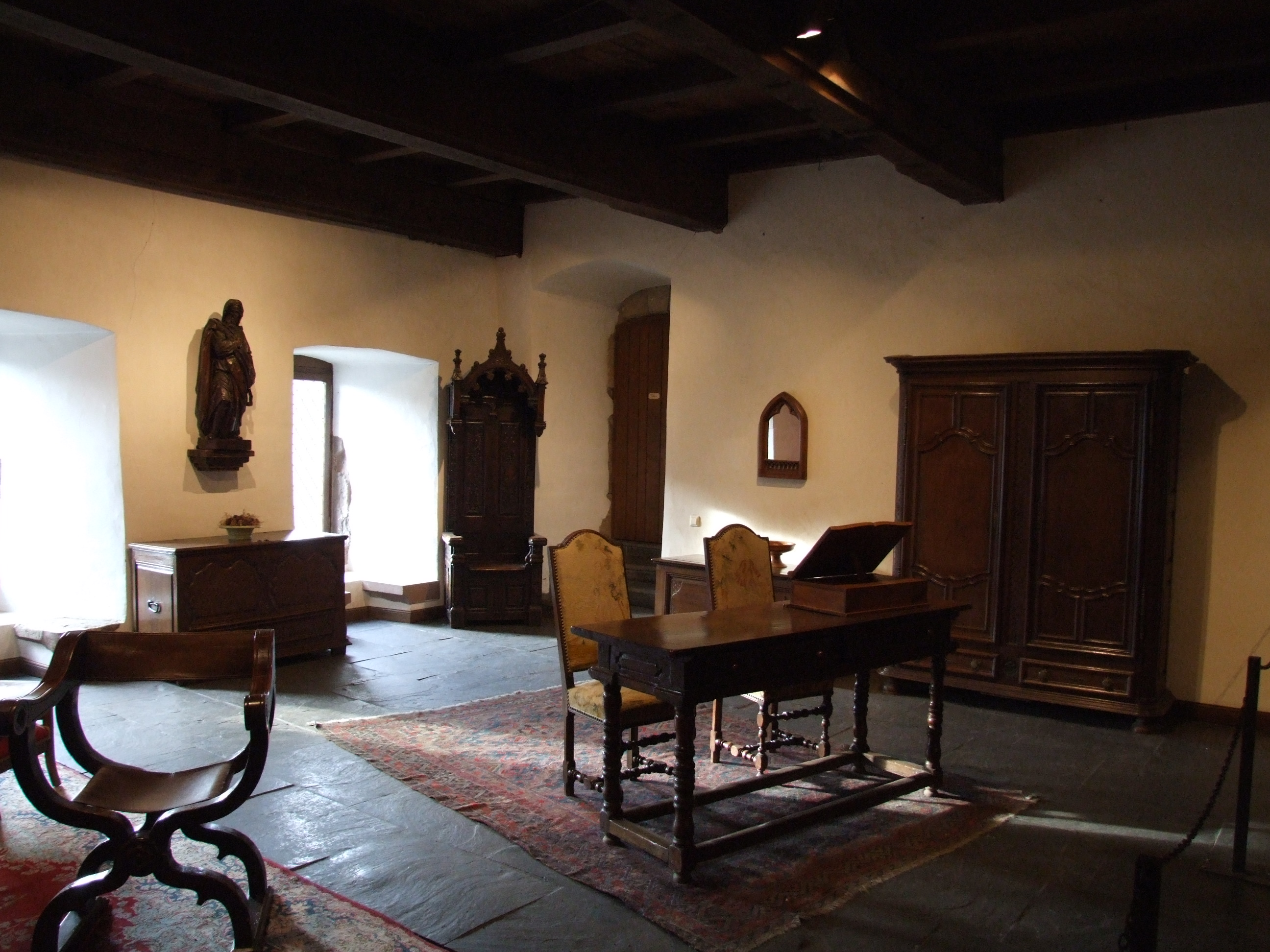
Quarto
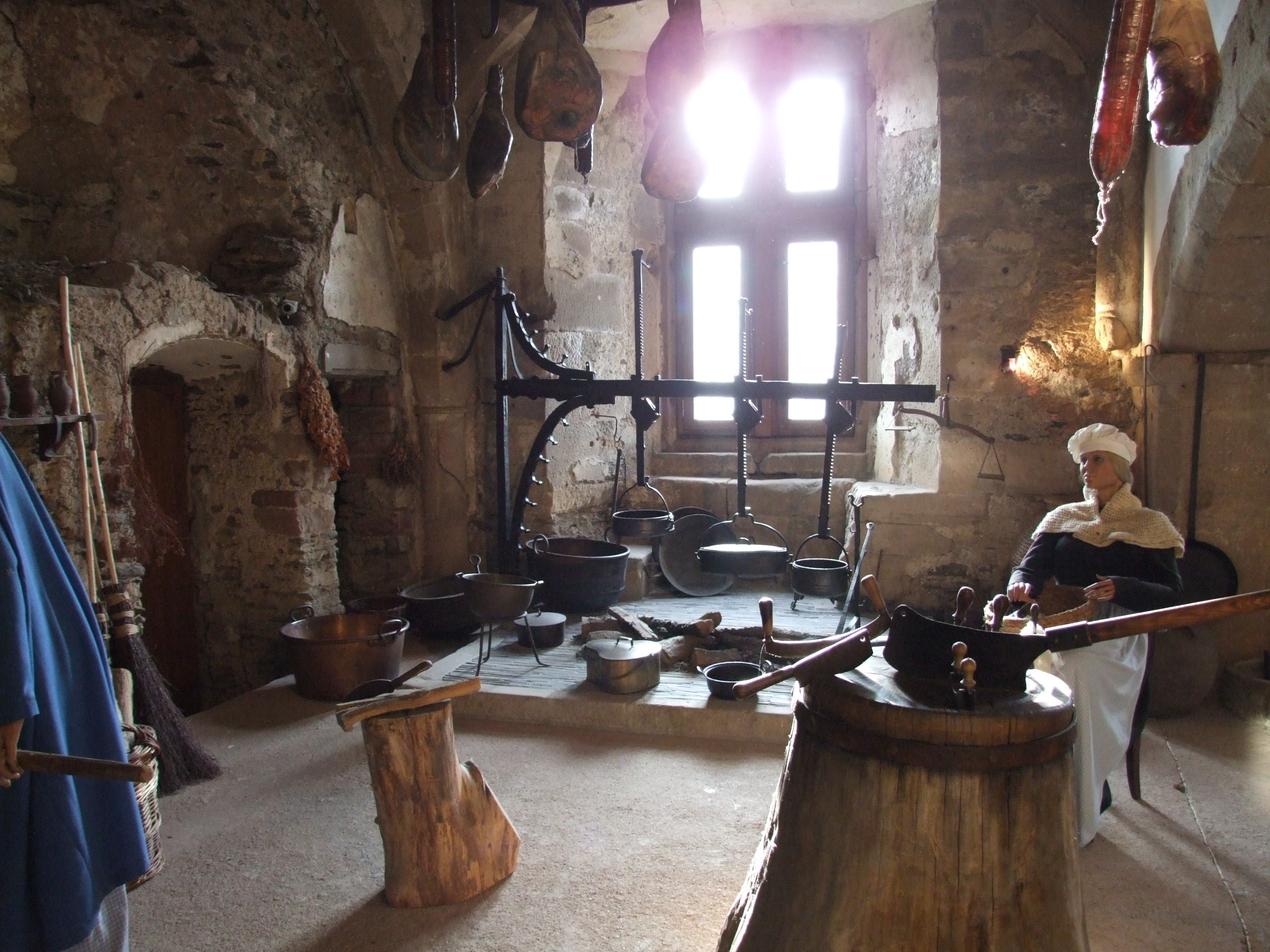
Cozinha
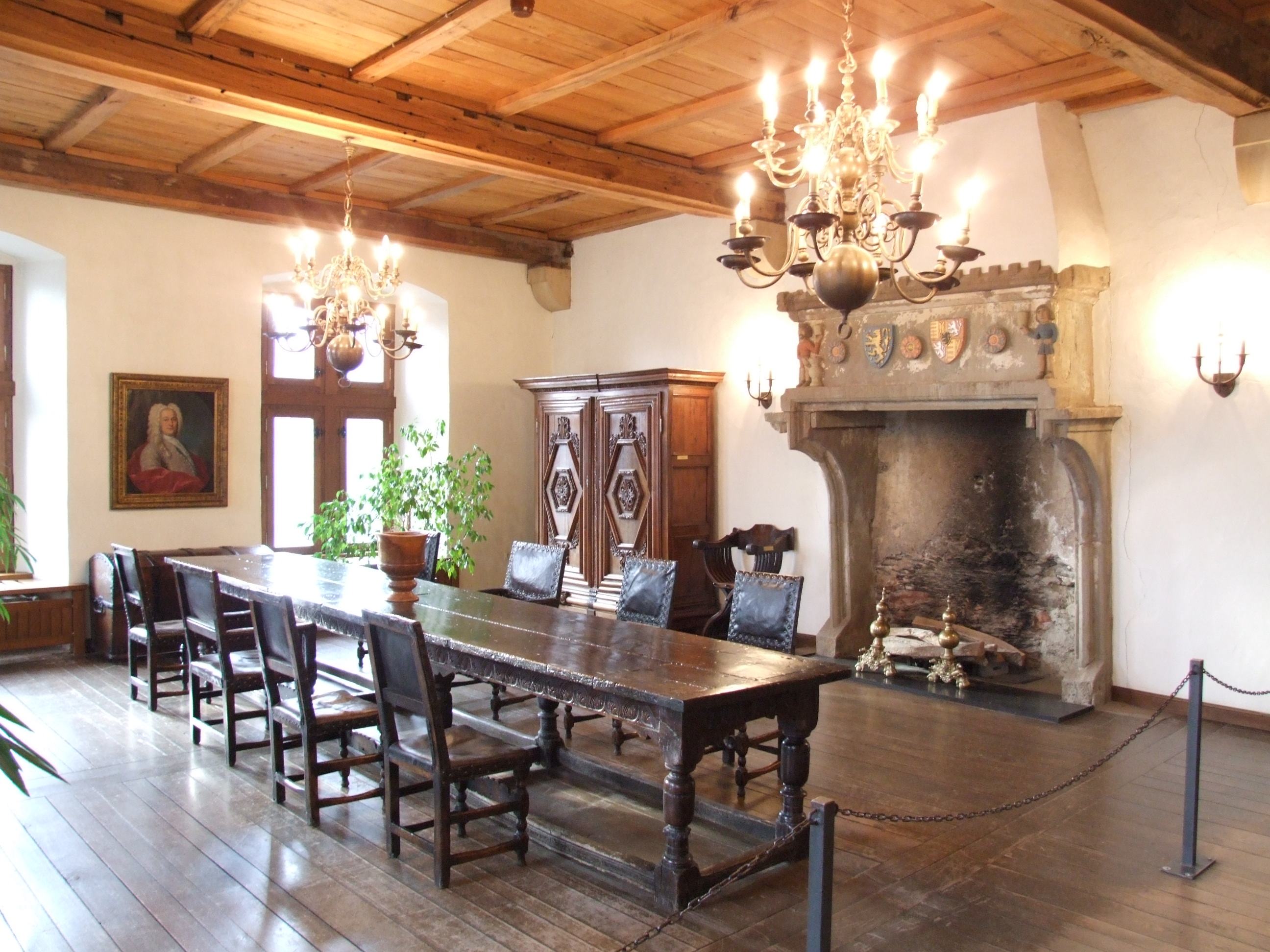
Salão
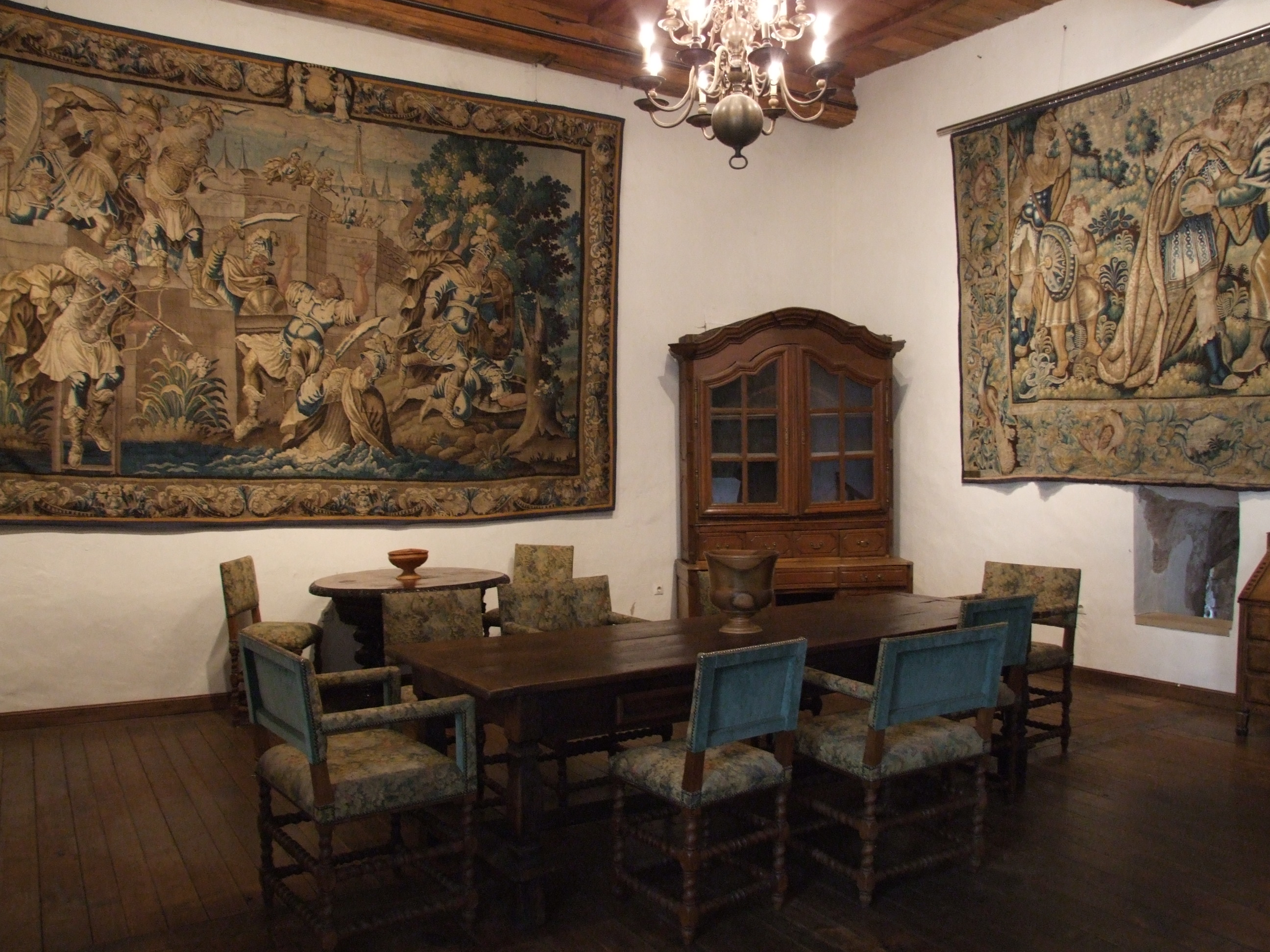
Outro salão
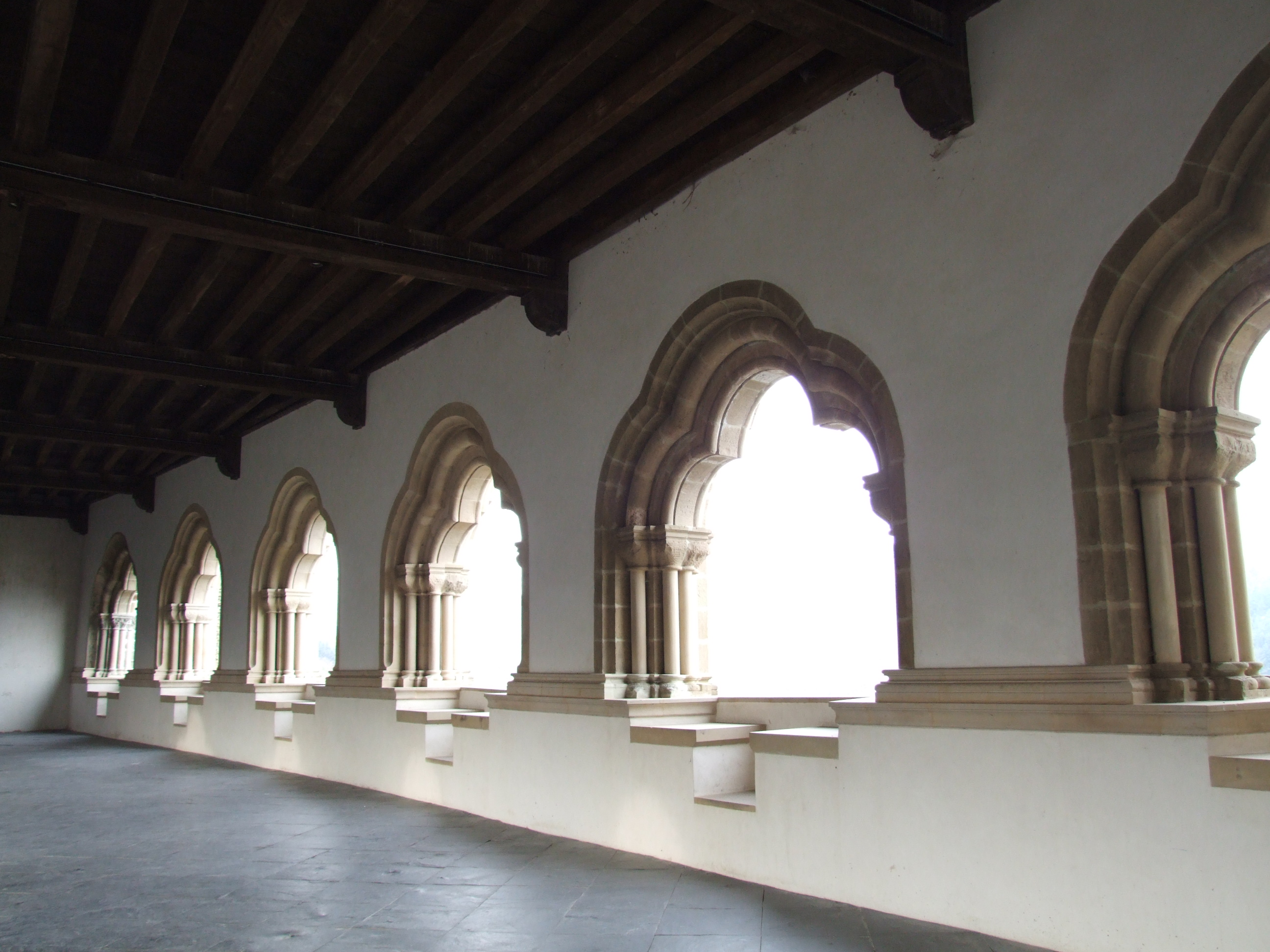
Janelas
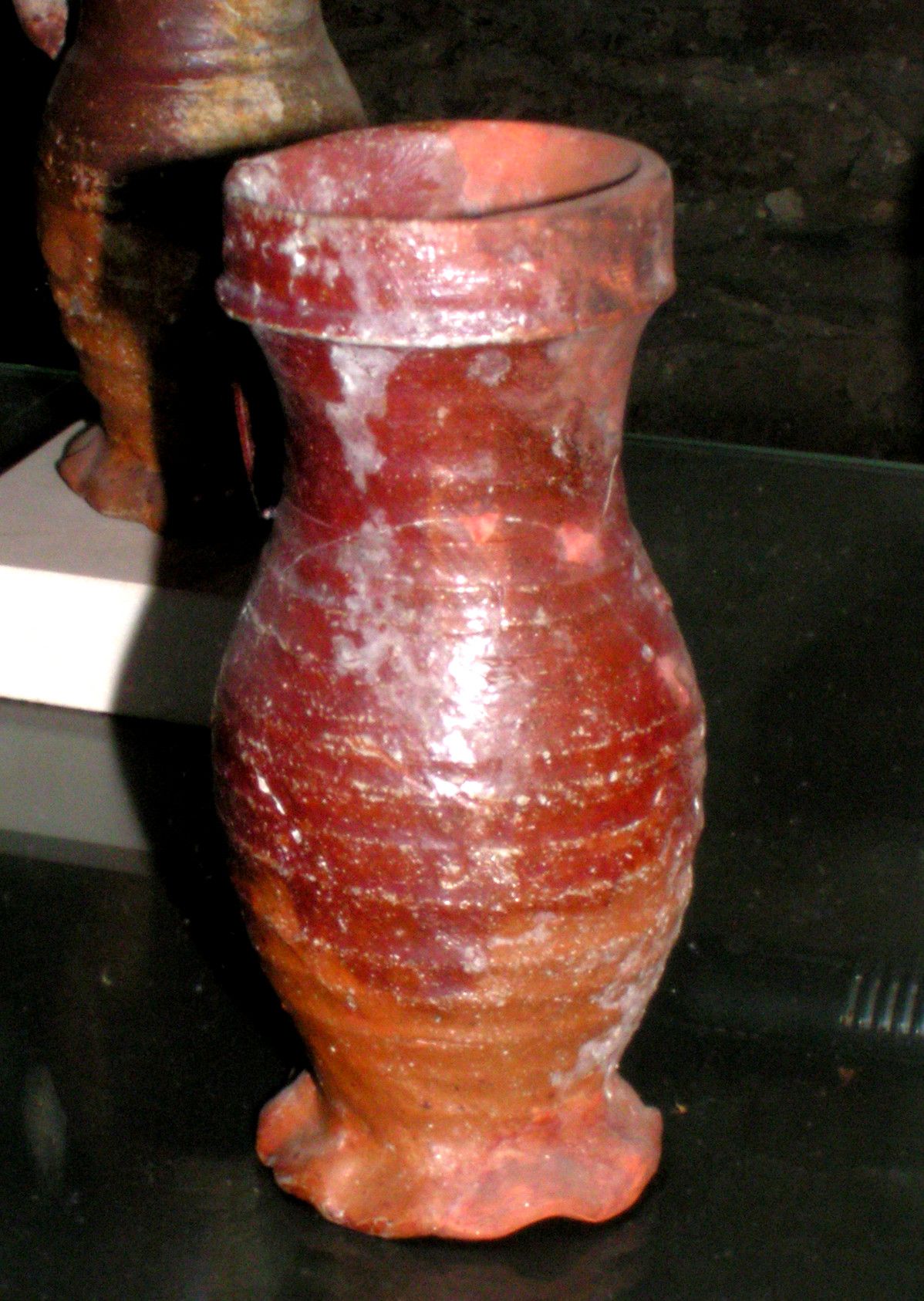
Vaso de cerâmica
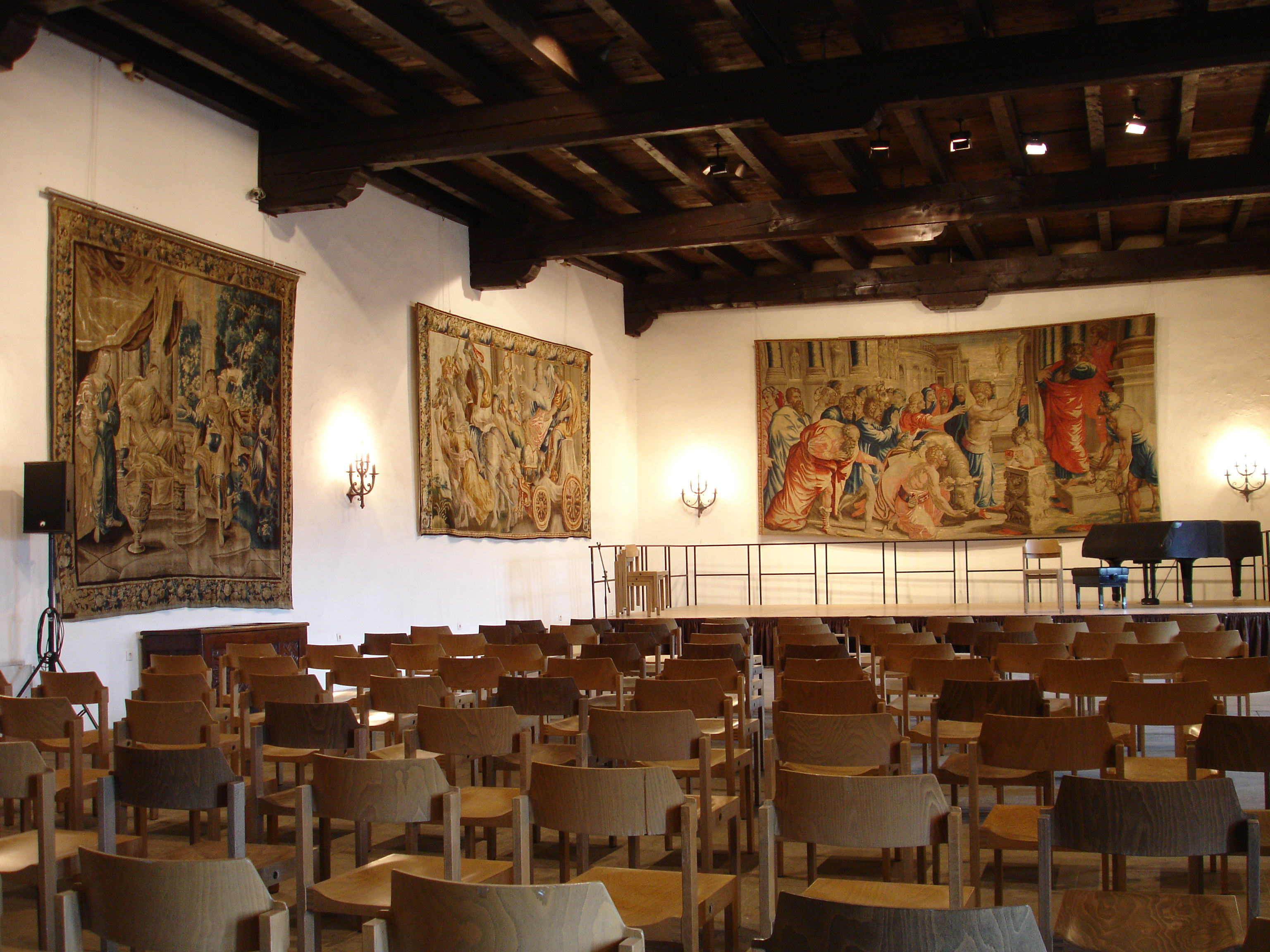
Interior mais moderno